# HLA-E
O antígeno de histocompatibilidade HLA classe I, cadeia alfa E, também conhecido como antígeno MHC classe I E, é uma proteína que em humanos é codificada pelo gene HLA-E.
O HLA-E humano é uma molécula MHC de classe I não clássica caracterizada por um polimorfismo limitado e uma expressão na superfície celular mais baixa do que seus paralogos clássicos. O homólogo funcional em camundongos é denominado Qa-1b, oficialmente conhecido como H2-T23.